# Sciure

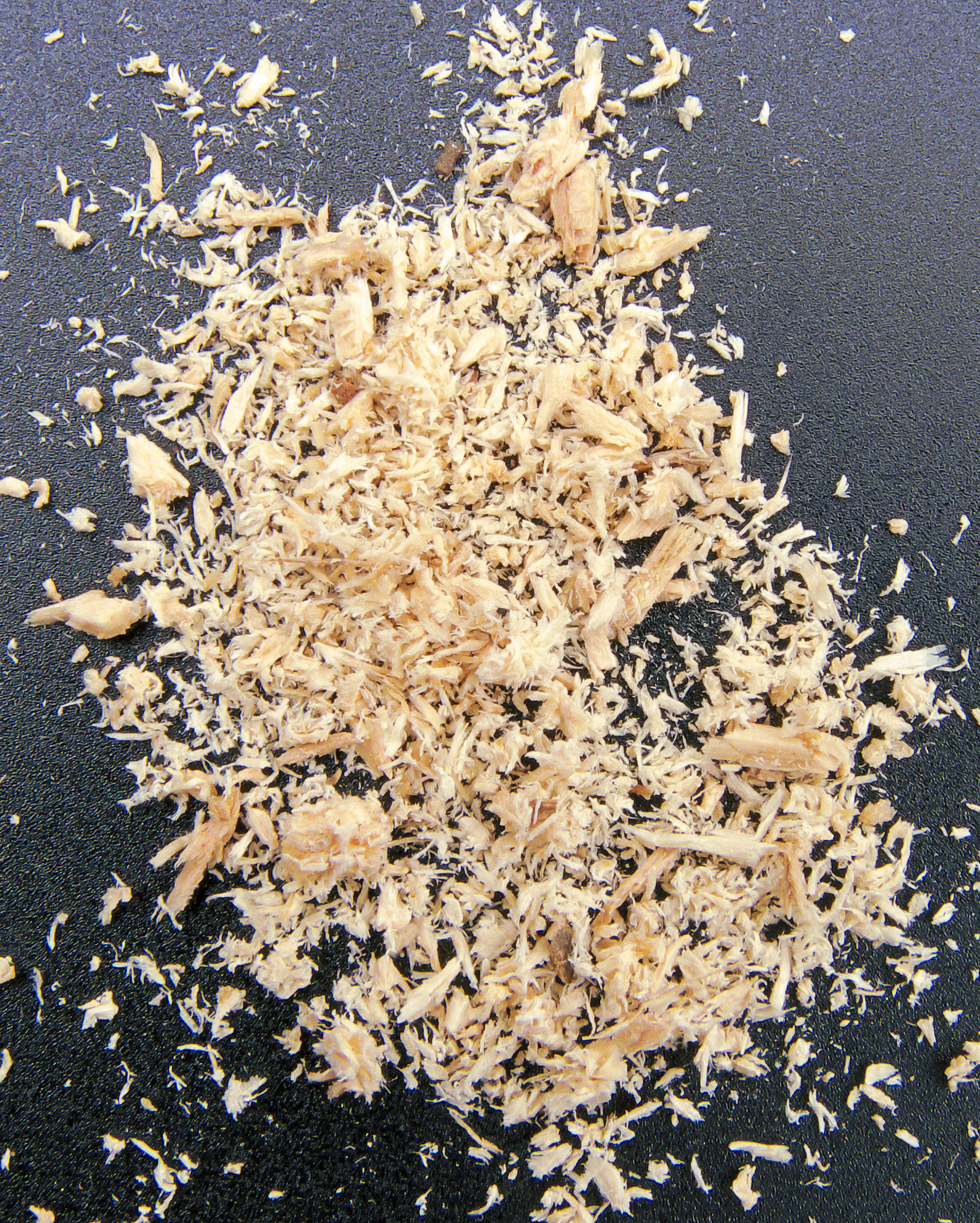
Sciure de bois faits à la scie égoïne.

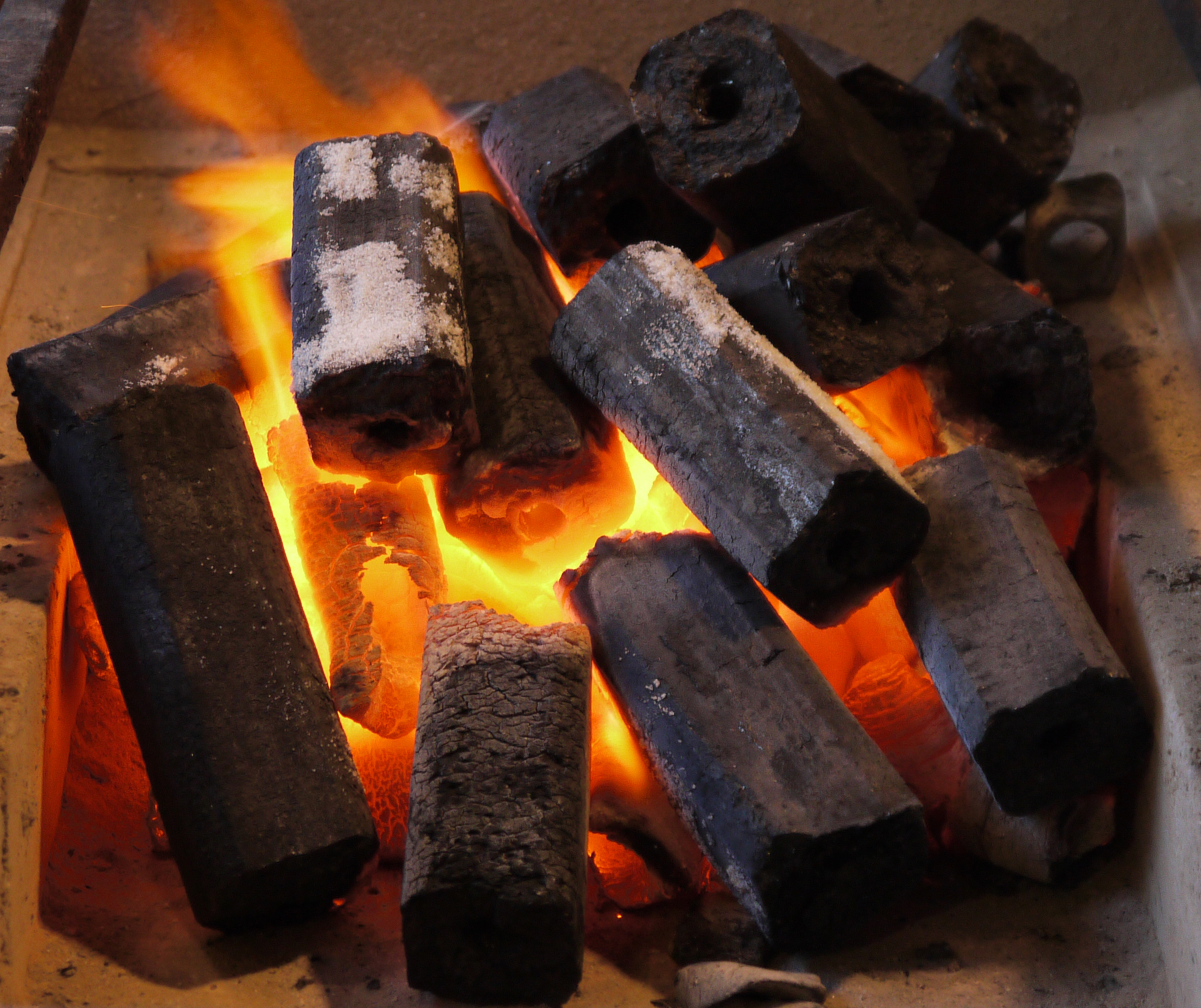
Ogatan, buchette reconstituée (japonaise) de charbon de bois produit à partir de sciure

La sciure de bois (aussi appelée bran de scie au Québec) désigne l'ensemble des petites particules et fins copeaux issus du sciage de bois.

## Commerce
La France est nette importatrice de sciure de bois, d'après les douanes françaises.

## Utilisations
Humidifiée, elle était autrefois utilisée pour améliorer le balayage du sol intérieur, tout en limitant les envols de poussière.
Elle servait également d'isolant thermique dans les murs et greniers des maisons au Canada, jusqu'environ 1965.
La sciure est aussi utilisée comme source de biomasse énergie, par exemple sous forme de bûchette reconstituée ou de charbon de bois reconstitué.
Elle peut aussi être utilisée dans les toilettes sèches où elle empêche la formation d'odeurs et constitue une source de carbone qui améliorera la qualité du compost final. Elle est pour des raisons similaires utilisés comme litière pour certains animaux élevés en cage (rongeurs par exemple). 
Produit absorbant : La sciure fine sèche ou humide, éventuellement tamisée ou chimiquement traitée (par exemple par adjonction de colorants chimiques, de phosphates ou par phosphorylation de la cellulose via contact avec de l'acide phosphorique et de l'urée ) ou ayant subi un traitement thermique (séchage au four à 100-105"C)  (....selon la ou les molécule(s) que l'on souhaite fixer) s'avère être un excellent absorbant ou adsorbant industriel. Elle peut absorber divers produits toxiques. Elle a notamment été testée pour l'absorption de métaux dissous tels que le cuivre, le cadmium, le plomb, le nickel, le chrome (Cr(III) et Cr(VI)), le mercure ou le zinc. L’absorption et l'adsorption par la sciure ou la farine de bois dépend de l'essence retenue du type de bois (aubier, cœur...) mais aussi du pH, de la température, du type de fluide, de la granulométrie du bois et du temps de contact. 
Ainsi Holan et Volesky  ont montré (1995) que la sciure d'épinettes (Picea engelmannii) peut adsorber des métaux dans un liquide, en suivant globalement l'ordre suivant : « sciures non-traitées < sciures traitées au formaldéhyde < forme « oxo » après oxydation au périodate < forme carboxylique < carboxyrnéthylation< phosphorylation » ; avec 50 grammes de sciure par litre d'eau polluée (par 1 mg d'ions métalliques par litre d'eau) 94 %, 96,7 %, 85 % du chrome, du plomb et du cadmium présents dans l'eau ont été respectivement retirés avec la sciure.
Dans l'alimentation :  La sciure est utilisée comme aromatisant dans le fumage. Bien que tout à fait indigeste pour les humains, de la cellulose provenant de sciure de bois (ainsi que d'autres sources végétales) est utilisée comme "charge" dans certains aliments à faible teneur en calories. Bien que ceci ne soit pas documenté une rumeur persistante, notamment basée sur le roman d'Upton Sinclair, The Jungle, veut que de la sciure ait été  utilisée comme matière de remplissage de certaines saucisses, alors que de la cellulose dérivée de sciure était et est utilisée pour les seuls boyaux.
De la cellulose dérivée de sciure de bois a aussi été utilisée comme charge dans le pain.

Le Dr Miklós Nyiszli, survivant du camp de concentration d'Auschwitz, rapporte à Auschwitz : Un témoin oculaire d'un médecin selon lequel le personnel médical subalterne, qui servait le Dr Josef Mengele, vivait du « pain fait de châtaignes sauvages saupoudrées de sciure de bois ».

## Sciure et santé
La production de sciure et sa combustion ou la manipulation de sciures fines peuvent donner lieu à l'inhalation de particules qui ont été confirmées comme cancérogènes pour les humains, (preuves suffisantes de cancérogénicité provenant d'études chez l'humain) et plus précisément comme source de risque augmenté de cancers du nez (cancer des cavités nasales et/ou des sinus paranasaux).